# Bob Elliott
Robert Alan Elliott, detto Bob (Ann Arbor, 18 agosto 1955), è un ex cestista statunitense, professionista in Italia e nella NBA.

## Carriera
Venne selezionato dai Philadelphia 76ers al secondo giro del Draft NBA 1977 (42ª scelta assoluta).